# Gran Premio Capodarco 2019
Il Gran Premio Capodarco 2019, quarantottesima edizione della corsa, valido come evento dell'UCI Europe Tour 2019 categoria 1.2U, si svolse il 16 agosto 2019 su un percorso di 180 km, con partenza ed arrivo a Capodarco. Fu vinto dall'italiano Filippo Zana, che terminò la gara in 4h22'40", alla media di 41,117 km/h, davanti ai connazionali Kevin Colleoni e Marco Murgano.
Partirono 176 ciclisti, dei quali 90 completarono la gara.

## Squadre partecipanti
| N.    | Cod. | Squadra                       |
| ----- | ---- | ----------------------------- |
| 1-5   | TSE  | Astana City                   |
| 6-10  | RUS  | Nazionale russa               |
| 11-15 | AUT  | Selezione austriaca           |
| 16-20 |      | U.C. Monaco                   |
| 21-25 |      | A.V.C. Aix-en-Provence        |
| 26-30 |      | V.C. Mendrisio-PL Valli       |
| 31-35 |      | Holdsworth Zappi Team         |
| 36-39 | GTV  | Giotti Victoria-Palomar       |
| 41-45 | DDC  | Dimension Data for Qhubeka    |
| 46-50 | BIC  | Biesse-Carrera                |
| 51-55 | SAN  | Sangemini-Trevigiani-MG.Kvis  |
| 56-60 | IRC  | Iseo Serrature-Rime-Carnovali |
| 61-65 | CPK  | Team Colpack                  |
| 66-70 | CTF  | Cycling Team Friuli           |
| 72-75 | AZT  | D'Amico-UM Tools              |
| 76-80 |      | Zalf-Euromobil-Désirée-Fior   |
| 81-85 |      | Viris Vigevano                |
| 86-90 |      | Velo Racing Palazzago         |

| N.      | Cod. | Squadra                            |
| ------- | ---- | ---------------------------------- |
| 91-95   |      | General Store-Essegibi-F.lli Curia |
| 96-100  |      | Team Casillo Maserati              |
| 101-105 |      | Delio Gallina-Colosio-Eurofeed     |
| 106-110 |      | Northwave-Cofiloc                  |
| 111-115 |      | Team Franco Ballerini              |
| 116-120 |      | Team Cinelli                       |
| 121-125 |      | Futura Team-Rosini                 |
| 126-130 |      | Maltinti Lampadari-B. di Cambiano  |
| 131-135 |      | VPM Porto Sant'Elpidio M.te Urano  |
| 136-140 |      | Calzaturieri Montegranaro          |
| 141-145 |      | #InEmiliaRomagna                   |
| 146-150 |      | Team Fortebraccio                  |
| 151-155 |      | Aran Cucine Vejus                  |
| 156-160 |      | Bevilacqua Sport-Ferretti          |
| 161-165 |      | G.C. Sissio Team                   |
| 166-170 |      | Cycling Development Guerciotti     |
| 171-175 |      | Garlaschese ASD                    |
| 176-180 |      | ASD Cattoli Andrea                 |

## Ordine d'arrivo (Top 10)
| Pos. | Corridore           | Squadra        | Tempo    |
| ---- | ------------------- | -------------- | -------- |
| 1    | Filippo Zana        | Sangemini      | 4h22'40" |
| 2    | Kevin Colleoni      | Biesse-Carrera | a 2"     |
| 3    | Marco Murgano       | Casillo Mas.   | s.t.     |
| 4    | Pasquale Abenante   | Zalf-Euromobil | s.t.     |
| 5    | Francesco Di Felice | General Store  | a 8"     |
| 6    | Matteo Sobrero      | Dimension Data | a 11"    |
| 7    | Giovanni Loiscio    | Palazzago      | a 18"    |
| 8    | Manuel Allori       | Ballerini      | a 21"    |
| 9    | Santiago Buitrago   | Team Cinelli   | s.t.     |
| 10   | Alessandro Monaco   | Casillo Mas.   | s.t.     |